# Seznam dílů seriálu Training Day
Toto je seznam dílů seriálu Training Day.

## Přehled řad
| Řada | Díly | Premiéra v USA | Premiéra v USA  | Premiéra v ČR | Premiéra v ČR |
| Řada | Díly | První díl      | Poslední díl    | První díl     | Poslední díl  |
| ---- | ---- | -------------- | --------------- | ------------- | ------------- |
| 1    | 13   | 2. února 2017  | 20. května 2017 | 11. září 2018 | 9. října 2018 |

## Seznam dílů
| Č. v seriálu | Původní název        | Český název               | Režie             | Scénář                                                   | Premiéra v USA  | Premiéra v ČR |
| ------------ | -------------------- | ------------------------- | ----------------- | -------------------------------------------------------- | --------------- | ------------- |
| 1            | Apocalypse Now       | Převýchova                | Danny Cannon      | Will Beall                                               | 2. února 2017   | 11. září 2018 |
| 2            | Tehrangeles          | Teherángeles              | Louis Milito      | Barry Schindel                                           | 9. února 2017   | 12. září 2018 |
| 3            | Trigger Time         | S prstem na spoušti       | Nathan Hope       | Will Beall                                               | 16. února 2017  | 17. září 2018 |
| 4            | Code of Honor        | Kodex cti                 | Milan Cheylov     | Rebecca Dameron                                          | 23. února 2017  | 18. září 2018 |
| 5            | Wages of Sin         | Plody hříchu              | Steven Adelson    | Robert Port                                              | 2. března 2017  | 19. září 2018 |
| 6            | Faultlines           | Zlomové linie             | Matt Earl Beesley | Ian Shorr                                                | 9. března 2017  | 24. září 2018 |
| 7            | Quid Pro Quo         | Něco za něco              | Eagle Egilsson    | Maisha Closson                                           | 8. dubna 2017   | 25. září 2018 |
| 8            | Blurred Lines        | Padouch nebo policajt     | Steve Shill       | Terence Paul Winter                                      | 15. dubna 2017  | 26. září 2018 |
| 9            | Bad Day at Aqua Mesa | Starosti s Aqua Mesa      | Jeffrey Hunt      | Clay Senechal                                            | 22. dubna 2017  | 1. října 2018 |
| 10           | Sunset               | Soumrak na Bulváru Sunset | Larry Teng        | Alexi Hawley                                             | 29. dubna 2017  | 2. října 2018 |
| 11           | Tunnel Vision        | Jediný cíl                | Christine Moore   | Rebecca Dameron                                          | 6. května 2017  | 3. října 2018 |
| 12           | Elegy (Part 1)       | Elegie (1. část)          | Anton Cropper     | Alec Wells a Greg Yeoman                                 | 13. května 2017 | 8. října 2018 |
| 13           | Elegy (Part 2)       | Elegie (2. část)          | Eriq La Salle     | námět: Bianca Sams a John Covarrubias scénář: Will Beall | 20. května 2017 | 9. října 2018 |